# Altavas
Altavas is een gemeente in de Filipijnse provincie Aklan in het noordwesten van het eiland Panay. Bij de laatste census in 2007 had de gemeente bijna 24 duizend inwoners.

## Geografie

### Bestuurlijke indeling
Altavas is onderverdeeld in de volgende 14 barangays:
| - Cabangila - Cabugao - Catmon - Dalipdip - Ginictan - Linayasan - Lumaynay | - Lupo - Man-up - Odiong - Poblacion - Quinasay-an - Talon - Tibiao |

## Demografie
Altavas had bij de census van 2007 een inwoneraantal van 23.692 mensen. Dit zijn 1.196 mensen (5,3%) meer dan bij de vorige census van 2000. De gemiddelde jaarlijkse groei komt daarmee uit op 0,72%, hetgeen lager is dan het landelijk jaarlijks gemiddelde over deze periode (2,04%).